# T.J. Johnson
Theodore Jay Jarvis Johnson, of T.J. zoals hij liever genoemd wordt, is een personage uit de televisieserie Power Rangers. Hij was een vast personage in Power Rangers: Turbo en Power Rangers in Space en had gastoptredens in Power Rangers: Lost Galaxy en Power Rangers: Wild Force, met in totaal 72 afleveringen. Hij werd gespeeld door Selwyn Ward.

## Biografie

### InPower Rangers: Turbo
Terwijl hij samen met Cassie Chan op weg was naar de fictieve stad Angel Grove werd T.J. aangevallen door Divatox, die ook Tommy Oliver had gevangen. T.J. en Cassie wisten echter te ontsnappen en ook Tommy te bevrijden. Om deze reden koos Tommy, die net als de andere Turbo Rangers een vervanger moest zoeken, T.J. uit als zijn opvolger, en werd T.J. de nieuwe Rode Turbo Ranger.
Hoewel T.J. een goede leider was, had hij een van de meest dramatische laatste optredens van alle Rode Rangers. Tegen het einde van de serie verloor het team allebei de Megazords, waarvan ten minste één op T.J.’s commando op zelfvernietiging was gezet in een poging een vijand te verslaan. Tevens verloor het team hun Turbo Krachten toen Divatox de locatie van de Power Chamber ontdekte en deze op liet blazen.
Toen Divatox werd weggeroepen naar een bijeenkomst met Dark Specter, die blijkbaar Zordon had gevangen, leidde T.J. de andere voormalige Turbo Rangers (behalve Justin Stewart) op een missie de ruimte in om Zordon te bevrijden.

### InPower Rangers in Space
In de ruimte kwamen de vier Rangers Andros tegen, die hun nieuwe krachten gaf. T.J. werd de blauwe Space Ranger, en daarmee co-leider over het team. T.J. bleef de blauwe Ranger gedurende de rest van de serie en vocht mee in het laatste gevecht tegen de United Alliance of Evil.

### InPower Rangers: Lost Galaxy
T.J. had een gastoptreden in de Power Rangers: Lost Galaxy afleveringen "To the Tenth Power" en "The Power of Pink," waarin hij en de andere Space Rangers de Lost Galaxy Rangers hielpen de Psycho Rangers te verslaan.

### InPower Rangers: Wild Force
T.J.’s laatste optreden was in de Power Rangers: Wild Force aflevering Forever Red, waarin hij wederom als Rode Turbo Ranger verscheen. Hij werkte samen met negen andere rode Rangers om de laatste generaals van het Machine Keizerrijk te verslaan.
Het is niet bekend hoe T.J. ooit zijn oude Turbo krachten heeft teruggekregen. Fans zijn echter van mening dat T.J. wellicht zijn krachten terugkreeg van Lightning Cruiser (een van de levende auto’s uit Power Rangers: Turbo), op dezelfde manier dat Justin Stewart zijn krachten terugkreeg van Storm Blaster (de andere auto) in PRIS.

## Notities
- T.J. was een grote fan van honkbal.

- T.J. was de eerste Afro-Amerikaanse Rode Ranger. De enige andere tot nu toe was Jack Landors in Power Rangers: S.P.D.

- T.J.'s volledige naam werd in zowel Turbo als In Space niet onthuld. In de aflevering Forever Red werd zijn volledige naam pas voor het eerst genoemd door Carter Grayson, de Rode Ranger van Power Rangers: Lightspeed Rescue.

- Volgens de afleveringen Spirit of the Woods en The Curve Ball is T.J. linkshandig.

- Hoewel officieel Andros de leider was in PRIS, nam T.J. geregeld deze positie over.